# Rae Carson
Pour les articles homonymes, voir Carson.
Œuvres principales
- Trilogie de braises et de ronces

Rae Carson, née le 17 août 1973 à Oakland en Californie, est une écrivaine américaine de fantasy et de science-fiction.

## Œuvres

### UniversDe braises et de ronces

#### TrilogieDe braises et de ronces
1. La Fille de braises et de ronces, Robert Laffont, 2012 ((en) The Girl of Fire and Thorns, Greenwillow Books/HarperCollins, 2011)
2. La Couronne de flammes, Robert Laffont, 2013 ((en) The Crown of Embers, Greenwillow Books/HarperCollins, 2012)
3. Le Royaume des larmes, Robert Laffont, 2014 ((en) The Bitter Kingdom, Greenwillow Books/HarperCollins, 2013)

#### Recueils de nouvelles
- (en) The Girl of Fire and Thorns Stories, Greenwillow Books/HarperCollins, 2014

#### Romans indépendants
- (en) The Empire of Dreams, Greenwillow Books/HarperCollins, 2020

### UniversStar Wars

#### Novélisation de film
- L'Ascension de Skywalker, Fleuve, 2020 ((en) The Rise of Skywalker, 2020)  (ISBN 978-2-265-15487-2)Réédition, Pocket, coll. « Star Wars » no 181, 2021 (ISBN 978-2-266-31607-1)

#### Romans indépendants
- Morts ou vifs, Pocket, coll. « Star Wars » no 172, 2019 ((en) Most Wanted, Del Rey Books, 2018)  (ISBN 978-2-266-29866-7)

### SérieGold Seer
1. (en) Walk on Earth a Stranger, Greenwillow Books/HarperCollins, 2015
2. (en) Like a River Glorious, Greenwillow Books/HarperCollins, 2016
3. (en) Into the Bright Unknown, Greenwillow Books/HarperCollins, 2017

### Romans indépendants
- (en) Any Sign of Life, 2021